# Jövesztés
A jövesztés egy bányászatban használatos fogalom. A kőzetek összefüggésének megbontása, darabolása települési helyükön kitermelésük vagy bányatérség kiképzése végett. A fejtési, vágathajtási vagy bányatérség kiképzési munkakörfolyamat egyik munkafolyamata.

## A jövesztési módok
A bányászati tevékenység során "előforduló, nagy tömegű, különböző állapotú és tulajdonságú, horizontális és vertikális irányban jelentős mértékben változó kőzetek jövesztése különböző jövesztési módok alkalmazásával történhet. Ezek közül a legelterjedtebbek:
- Robbantásos jövesztés
- Mechanikus jövesztés
- Hidromechanikus jövesztés
- Kombinált jövesztés

A felsorolt főbb jövesztés módok a földtani viszonyok, a gépesítési lehetőségei alapján még tovább bonthatók. A felsorolásban szereplő negyedik, úgynevezett kombinált jövesztési mód általában az első három, a művelés igényeinek fegyelembevételével kialakított kombinációját jelenti."
"Egy-egy előforduláson belül törekedni kell a jövesztési módok számának csökkentésére, amely hatékonyabb eszközgazdálkodást és az élőmunka ráfordítás csökkenését eredményezi. A jövesztést, annak módjától, a települési viszonyoktól, az alkalmazott gépek típusától stb. függően számos melléktevékenység előzi meg, vagy azzal együtt valósul meg. Ezek megteremthetik a jövesztés végrehajtásának lehetőségét illetve megkönnyíthetik annak folyamatát."

## Robbantásos jövesztés
"A közepes és nagyszilárdságú kőzetek az eredeti állapotú kőzetfalból egy adott terület mentén való elválasztása és megadott szemcsenagyságra történő aprítása. A robbantási munkák tervezése és végrehajtása során olyan megoldásokat kell választani, amelyek a rakodásnál, a szállításnál és a hányóképzésnél is magas termelékenységet biztosítanak. Kiemelt jelentősége van a robbantási munkák optimális megszervezésének és végrehajtásának jelen időszakban, amikor a szakaszos'(ciklikus) szállítási technológiáról egyre inkább a folyamatos megoldásokra térnek át. Ez a változás a robbantásos jövesztéssel (aprítással) szemben is fokozott követelményeket támaszt.
A robbantásos jövesztésnek biztosítani kell:
1. A robbantást (jövesztést) követő technológiai folyamatok által megkívánt aprítási fokot.
2. A termelt hasznos ásvány adott minőségét és szemnagyság összetételét.
3. A letakarító és termelő munkaterületen a szintek előírt paramétereit a megadott pontossági határok között.
4. A pászták, ill. szeletek megadott méreteit és rézsűszögét, a robbantások előkészítésének és kivitelezésének biztonságos feltételeit.
5. A jövesztett összlet olyan elhelyezkedését, amely a rakodás feltételeinek megfelel és a többi munkafolyamatot nem hátráltatja.
6. Minimális szeizmikus hatást) a külfejtési objektumok és idegen létesítmények vonatkozásában is.
7. A repeszhatás és légnyomás hatásának minimális értékét.
8. A rakodó- és szállítóberendezések optimális kihasználásához szükséges kőzetmennyiséget.
9. A teljes technológiai folyamatban megfelelő termelékenységet és gazdaságosságot, a biztonságos munkavégzés feltételeit."

## Mechanikus jövesztés
"A mechanikus jövesztés alatt a kőzetnek a természetes állapotú összletről való rétegenkénti és fogásonkénti leválasztását (forgácsolását) , valamint olyan mértékű aprítását értjük, ami lehetővé teszi , hogy a jövesztőgép a kőzetet saját szállító eszközzel szállítsa, vagy szállító eszközre fel tudja adni. A mechanikus jövesztés tehát az alábbi főbb folyamatokból áll:
- a forgács leválasztása a kőzetből valamely éles munkaeszköz segítségével,
- a munkaedény megtöltése a leválasztott kőzettel (ha a munkaeszköz edénnyel el van látva),a levágott kőzet szállítása a munkaedénnyel, vagy tolása a munkaeszközzel.

A jövesztés egyes fázisaiban ezek a folyamatok ciklikusan ismétlődnek, de egyidőben is jelentkezhetnek ."

## Hidromechanikus jövesztés
"Hidraulikus jövesztésnél a homlokra csapódó vízsugár különböző hatások révén bontja meg a kőzetet. A lefolyó víz öblítő hatásának, amely a kőzet kimosásában jelentkezik, csak néhány lazább kőzetnél lehet jelentősége, pl. homoktalajoknál már 0,5 m/s, kavicsoknál 1,0 m/s értéket meghaladó áramlási sebességnél az ásványi szemcsék szállítása figyelhető meg. A talaj kapilláris nyomásának megemelkedése a vízsugár hatótartományában a talaj fizikai-mechanikai tulajdonságainak megváltozását eredményezi."